# Reigate and Banstead
Reigate and Banstead (oft auch Reigate & Banstead geschrieben) ist ein Verwaltungsbezirk mit dem Status eines Borough in der Grafschaft Surrey in England. Im Norden grenzt er an Greater London. Er umfasst neben dem Verwaltungssitz Reigate die Städte Banstead, Horley und Redhill.

## Geschichte
- 967: Erste urkundliche Erwähnung von Banstead in einer angelsächsischen Charta aus der Zeit König Edgars.
- 1088 wird das Land um Reigate nach der Schlacht von Hastings einem der Ritter von William dem Eroberer, William de Warenne, zugesprochen, dem er außerdem den Titel Earl of Surrey verleiht.
- Um 1150 ordnen die de Warennes an, dass eine Stadt unterhalb ihrer Burg errichtet werde: Reigate.
- 12. Jahrhundert: Eine große Halle wird in Tadworth gebaut (1952 ausgegraben).
- 1539 kommt Horley Manor nach der Auflösung der Klöster an Henry VIII.
- 1563 gibt Königin Elizabeth dem Baron Howard of Effingham, welcher in der Priorei von Reigate lebt, die Kronländereien des Weilers Kingswoode (heute: Kingswood).
- 1602 wird Horley Manor Eigentum des Christ’s Hospital in London.
- 1818 schlägt die Geburtsstunde von Redhill aufgrund des Baus einer Kreuzung an der Fernstraße London – Brighton.
- 1. April 1974: Der neue Bezirk Reigate and Banstead entsteht aus der Fusion des Borough of Reigate, des Banstead Urban District und einem Teil des Dorking and Horley Rural District.

## Städtepartnerschaften
Seit dem 4. Mai 1985 besteht zwischen dem englischen Borough of Reigate and Banstead und der nordrhein-westfälischen Stadt Eschweiler eine Städtepartnerschaft; zu Ehren dieser Partnerschaft wurde der Platz vor dem Eschweiler Hauptbahnhof am 26. September 1989 offiziell in Reigate & Banstead-Platz umbenannt.
Eine weitere Städtepartnerschaft besteht mit der Stadt Brunoy in der nordfranzösischen Region Île-de-France.